# Detlef Marwig
Detlef Marwig (* 28. Januar 1931 in Gelsenkirchen; † 19. Juli 1990 ebenda) war ein deutscher Schriftsteller und freier Journalist.
Detlef Marwig wurde 1931 in Gelsenkirchen geboren. Die Oberschule verließ er ohne Abschluss und machte zunächst eine Verkäuferlehre, die er aber abbrach. Danach war er Walzenarbeiter, Straßenbahnschaffner und Elefantenpfleger, bevor er als freier Journalist bei der WAZ und als Schriftsteller arbeitete. Erste Erzählungen wurden in Tageszeitungen veröffentlicht. 1961 bekam er den ersten Preis beim Erzählerwettbewerb des Bertelsmann-Leserings Liebe in unserer Zeit und 1976 erhielt er ein Arbeitsstipendium des Landes NRW. 1970 schrieb er das Hörspiel Ein kurzer Tag oder alle Tage wieder für den WDR. 1977 veröffentlichte er seinen Roman Freiheit kleingeschrieben. Er schrieb auch die Kurzgeschichten Rein äußerlich und Die Blauschicht.
Er stand in Kontakt zu Fritz Hüser und war Mitglied der Dortmunder Gruppe 61, über die er andere Schriftsteller und Künstler kennenlernte und an Lesungen und Publikationen teilhatte. Auch in späteren Jahren, nach der Auflösung der Gruppe 61, engagierte er sich in der Literarischen Werkstatt Gelsenkirchen.
Zuletzt betrieb Detlef Marwig zusammen mit seiner Frau einen Kiosk (Dat Büdchen) in Gelsenkirchen.
Nach  Klaus-Peter Wolf war Marwig  ein großer Nachwuchsförderer und Freund von jungen Autoren. Er hat von ihm das Kurzgeschichtenschreiben gelernt
Sein Nachlass befindet sich im Fritz-Hüser-Institut in Dortmund.

## Werke
- Freiheit kleingeschrieben. Gebühr Verlag, Stuttgart 1977. ISBN 978-3-920014-25-8.